# Barbus macrotaenia
Barbus macrotaenia är en fiskart som beskrevs av Worthington, 1933. Barbus macrotaenia ingår i släktet Barbus och familjen karpfiskar. IUCN kategoriserar arten globalt som livskraftig. Inga underarter finns listade.